# 冠刺棘海膽
冠刺棘海膽是一種長刺的海膽，直徑長約8厘米。牠們一般都呈黑色，很多時都是深黑色。其棘刺的尖端閉合，其肛門囊有光暗斑點。
冠刺棘海膽分佈在印度太平洋海域。牠們喜歡夜間出沒，躲藏在裂縫及石間。共生的海膽針蝦會在冠刺棘海膽上共生。花斑掃帚蝦則會在牠們身邊徘徊作為保障。
冠刺棘海膽與環刺棘海膽不同的是其棘刺沒有環帶。牠們與刺冠海膽很相似，都有很長的棘刺，但牠們肛門囊的顏色卻不同。